# Maria João (modelo)
Maria João Brewster (née: Leão de Sousa; Rio de Janeiro, 1955) é uma ex-modelo brasileira. Carioca, fez carreira como modelo fotográfico nos anos 70 e é a única brasileira a estampar a capa da revista Sports Illustrated Swimsuit Issue – famosa pelo lançamento de supermodelos internacionais – em toda sua história, fotografada  na Bahia para a edição anual de 1978.
Ex-estudante de Comunicação na PUC-RJ, Maria João – chamada carinhosamente apenas de "João" pelos profissionais do ramo – começou  na carreira através do amigo fotógrafo Pedro Libório, que enviou fotos suas para a agência de publicidade DPZ e a colocou no mercado da propaganda e da moda, começando por um anúncio do talco Johnson. Entre outras, fotografou para as revistas Cláudia e Nova e trabalhou com fotógrafos renomados do país como José Antônio e Luís Trípoli.
Casada com um sócio americano do Banco Icatu, Alden Brewster, é mãe da atriz Jordana Brewster – com quem estrelou uma campanha publicitária nos Estados Unidos em 2015 – e vive em Nova York, com a família.